# Euselasia gelon
Euselasia gelon är en fjärilsart som beskrevs av Stoll 1787. Euselasia gelon ingår i släktet Euselasia och familjen Riodinidae. Inga underarter finns listade i Catalogue of Life.

## Bildgalleri

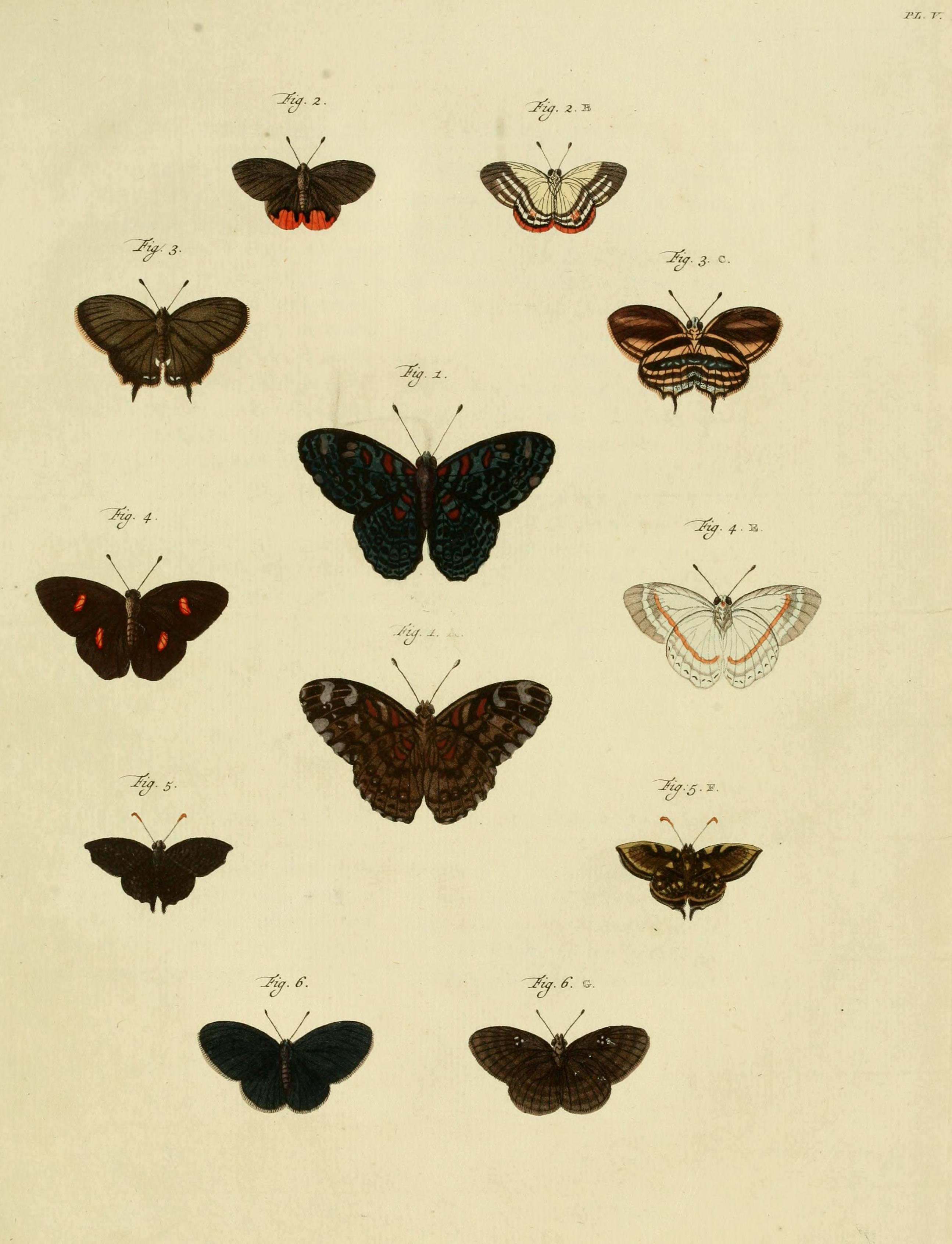
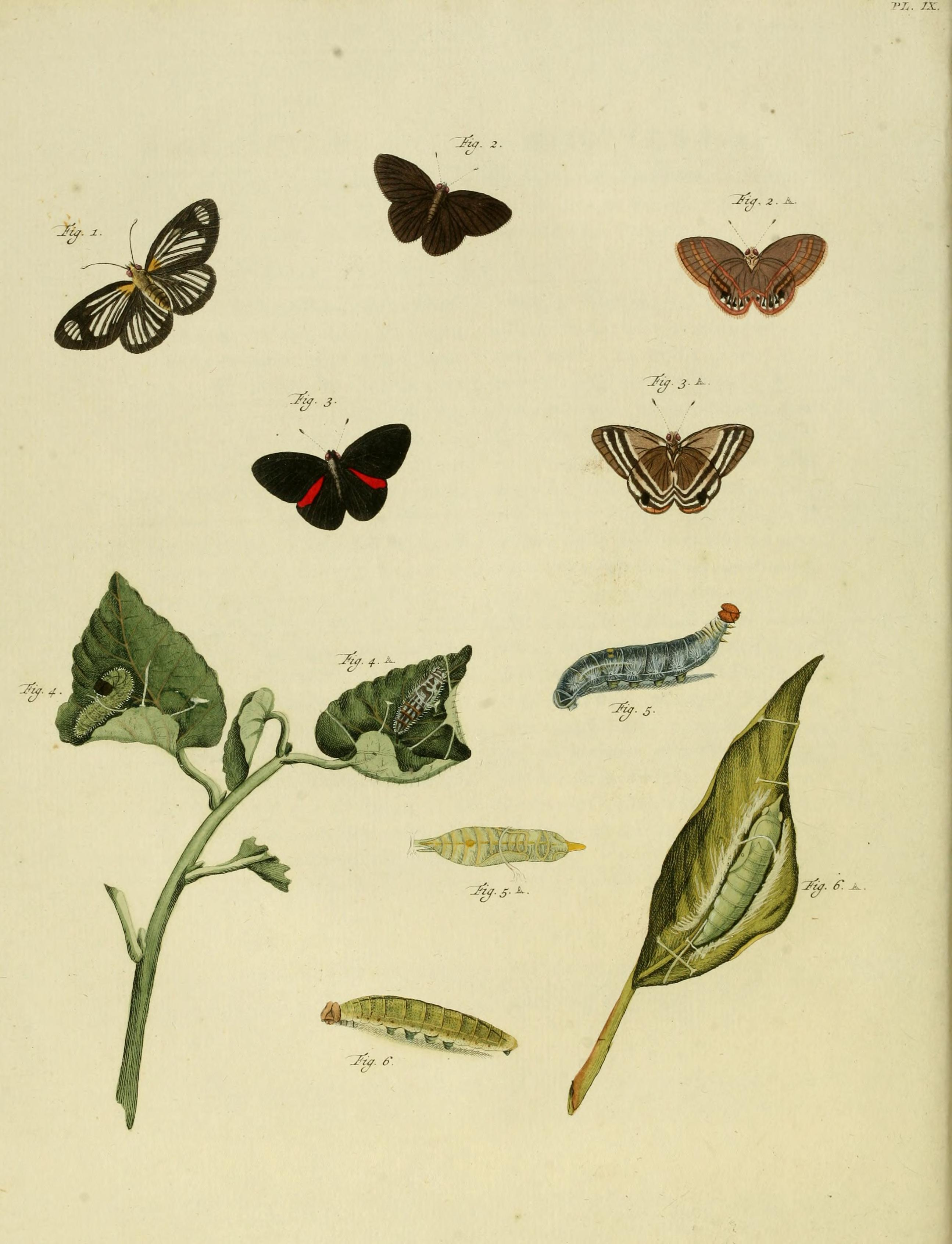